# راسيل ووكر
راسيل ووكر (بالإنجليزية: Russell Walker)‏ (13 فبراير 1842 في المملكة المتحدة - 29 مارس 1922) هو لاعب كريكت بريطاني (وحمل سابقاً جنسية المملكة المتحدة لبريطانيا العظمى وأيرلندا).

## وصلات خارجية
- راسيل ووكر على موقع إي آس بي آن كريك إنفو (الإنجليزية)